# Huayacocotla
Huayacocotla è una municipalità dello stato di Veracruz, nel Messico centrale, il cui capoluogo è la località omonima.
Conta abitanti 20.765 (2010) e ha una estensione di 515,62 km². 	
Il significato del nome della località in lingua nahuatl è luogo degli alberi enormi.